# Hatice Gizem Örge

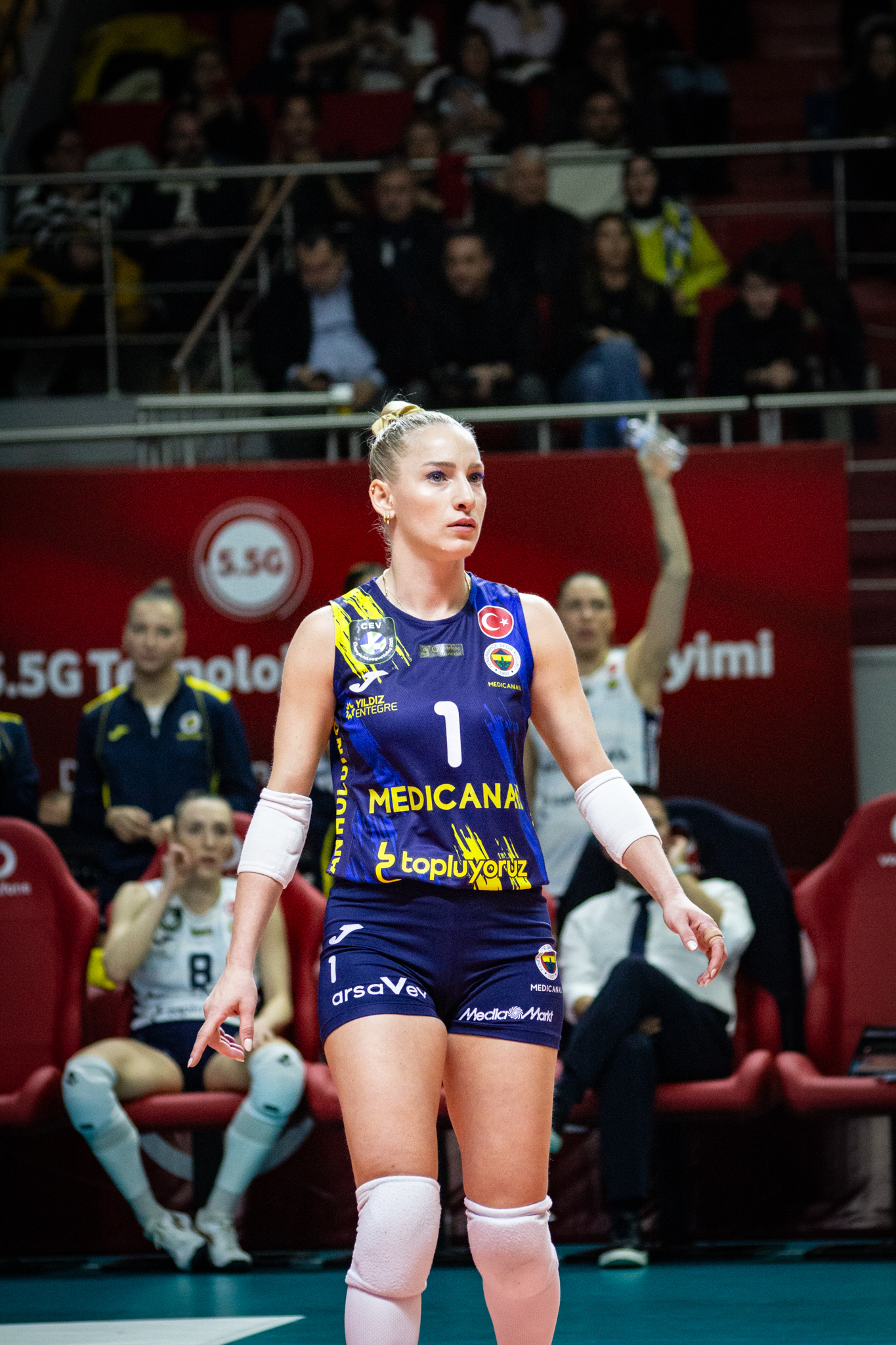
Hatice Gizem Örge zawodniczką Fenerbahçe Stambuł w sezonie 2024/2025

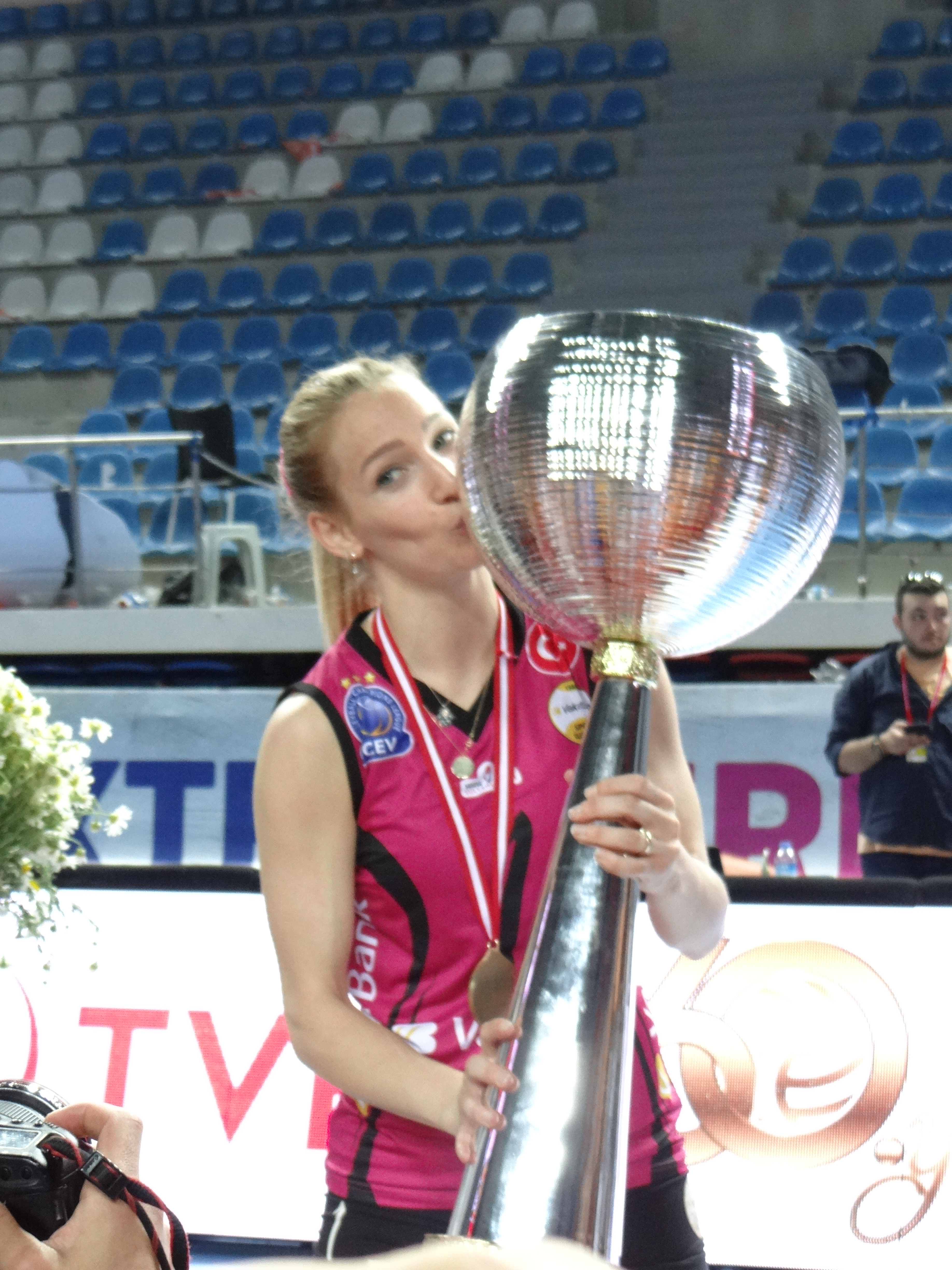
Hatice Gizem Örge Mistrzynią Turcji w sezonie 2017/2018

Hatice Gizem Örge (ur. 26 kwietnia 1993 w Ankarze) – turecka siatkarka, grająca na pozycji libero.

## Kariera klubowa
| Kariera juniorska | Kariera juniorska                     | Kariera juniorska | Kariera juniorska | Kariera juniorska | Kariera juniorska | Kariera juniorska | Kariera juniorska | Kariera juniorska | Kariera juniorska | Kariera juniorska |
| ----------------- | ------------------------------------- | ----------------- | ----------------- | ----------------- | ----------------- | ----------------- | ----------------- | ----------------- | ----------------- | ----------------- |
| Lata              | Klub                                  |                   |                   |                   |                   |                   |                   |                   |                   |                   |
| 2006–2009         | Batıkent Kültür SK / Ankara Eczacı SK |                   |                   |                   |                   |                   |                   |                   |                   |                   |
| Kariera seniorska |                                       |                   |                   |                   |                   |                   |                   |                   |                   |                   |
| Lata              | Klub                                  |                   |                   |                   |                   |                   |                   |                   |                   |                   |
| 2009–2013         | Nilüfer Belediyespor                  |                   |                   |                   |                   |                   |                   |                   |                   |                   |
| 2013–2021         | Vakifbank Stambuł                     |                   |                   |                   |                   |                   |                   |                   |                   |                   |
| 2021–             | Fenerbahçe Stambuł                    |                   |                   |                   |                   |                   |                   |                   |                   |                   |

## Sukcesy klubowe
Puchar Turcji:
- 2013, 2014, 2018, 2021, 2024[2], 2025[3]

Liga Mistrzyń:
- 2013, 2017, 2018
- 2014, 2016, 2021
- 2015

Mistrzostwo Turcji:
- 2013, 2014, 2016, 2018, 2019, 2021, 2023[4], 2024[5]
- 2015, 2022[6], 2025[7]
- 2017

Klubowe Mistrzostwa Świata:
- 2013, 2017, 2018
- 2016, 2019, 2021

Superpuchar Turcji:
- 2013, 2014, 2017, 2022[8], 2024[9]

## Sukcesy reprezentacyjne
Liga Europejska:
- 2014

Mistrzostwa Świata U-23:
- 2015

Volley Masters Montreux:
- 2016, 2018

Mistrzostwa Europy:
- 2023[10]
- 2017

Liga Narodów:
- 2023[11]
- 2018

## Nagrody indywidualne
- 2015: Najlepsza libero w finale tureckiej Aroma 1. Lig w sezonie 2014/2015
- 2015: Najlepsza libero Mistrzostw Świata U-23
- 2016: Najlepsza libero Ligi Mistrzyń
- 2018: Najlepsza libero w finale tureckiej Aroma 1. Lig w sezonie 2017/2018
- 2018: Najlepsza libero turnieju finałowego Ligi Mistrzyń
- 2018: Najlepsza libero Klubowych Mistrzostw Świata
- 2023: Najlepsza libero Ligi Narodów[12]
- 2023: Najlepsza libero Mistrzostw Europy[13]